# 1418
1418（いちよんいちはち）とは、建築用語として用いる場合には建築設備の住宅用衛生設備ユニット若しくは住宅設備ユニットと呼ぶ設備機器の大きさを示す際に用いられることの多い呼称若しくは通称のひとつ。
エンドユーザー向けに用いられる場合は浴槽内で足が伸ばせるユニットバスの寸法を示す事例が多いものの、ユニットバス専用の呼称ではない。ユニットバスを特定する際には『1418バス』や『ユニットバス(1418)』のように表現することが多い。
本項では住宅設備機器として 1418 が用いられることの多い浴室を中心に解説する。

## 区分
数多くの種類がある建築設備機器のなかで住宅関連ユニットは日本産業規格（JIS）のユニット設備機器類に区分され、 浴室専用のユニットバスは A4416、浴室用途に加えて洗面台やトイレが付属するユニットバスは A4410 に区分される。
設備ユニットは目的や間取り規模に応じ数多くの種類が設備機器メーカー各社から提供されており、浴室専用を初めとして、浴室と洗面台のみ、浴室と洗面台と洋式トイレ、シャワー専用ユニット等がある。
| A4401 | 洗面化粧ユニット類           |
| A4410 | 住宅用複合サニタリーユニット |
| A4412 | 住宅用冷暖房ユニット         |
| A4113 | 住宅用配管ユニット           |
| A4414 | 住宅用収納間仕切ユニット     |
| A4416 | 住宅用浴室ユニット           |
| A4417 | 住宅用便所ユニット           |
| A4418 | 住宅用洗面所ユニット         |
| A4419 | 浴室用防水バン               |
| A4420 | システムキッチンの構成材     |
| A4421 | 設備ユニット用排水器具       |
| A4422 | 温水洗浄式便座               |

## 呼称
建設業では設備機器に限らず英数字を用いた型式や製品番号等は聞き間違いを防ぎ、寸法を初めとする情報を正確に伝達するために一文字毎に区切って読むことが多く、英字にあっては D は「デー」、T は「テー」、V はヴイやヴィーと呼ばず「ブイ」、W はダブリューではなく「ダブル」を用いることが多い。このような理由から 1418 では摩擦音が入ることで聞き取り難い「いちしいちはち」や数値としての「せんよんひゃくじゅうはち」と表現することは殆どない。
ユニット設備機器の寸法を示す 1418 の呼称は一般的には設備機器の幅と長さを指し、ユニットバスにあっては空間の広さを示す間口と奥行きの概略寸法として用いられる。
空間の広さを表現する際に用いる間口とは人が正立した場合に正面に見える寸法を指し、狭い空間では出入口を基点とした表現として用いられることが多く、住居内の浴室の位置は各種要件により決定される。
3LDK や 4LDK 等のファミリー向けの住居規模の浴室は廊下やホール等の共用空間や通路空間から浴室に至る動線の手前に脱衣目的の空間がある。また、単身者向けに利用されることの多いワンルーム形式のマンションでは脱衣室が省略されて廊下等から浴室へ出入りする間取りが存在し、1418 の 14 と 18 の面のどちらがわに出入口が位置するかは間取りに左右され、14 や 18 のどちらかが明示的な間口寸法であるとは限らない。明示的にどちらかを指定する場合は、奥行き寸法を後ろに置き、数字の肩部分に英語で奥行きを意味する depth の頭文字を用いて 14×18D、若しくは 18×14Dのように表現することが多い。

## 寸法
寸法における1418（14×18）は、洗い場とバスタブを合せた浴室全体の幅が1.4メートル、奥行きが1.8メートルという意味である。
なお、寸法における1620（16×20）は、洗い場とバスタブを合せた浴室全体の幅が1.6メートル、奥行きが2.0メートルという意味である。
1418 の呼称から得られる寸法情報は設備ユニット内部の突出部を除いた短辺方向の室内寸法が 1,400mm、長辺方向の室内寸法が 1,800mm であるが、呼称と実物では呼称通りの内法寸法からプラスマイナス 50mm 程度の呼称の揺れのある製品が数多く存在し、実務者レベルでは概略寸法として判断することが多い。また、浴室内部の浴槽形状は大きく分けて浴槽内部で膝を伸ばせる洋風タイプと膝を抱えて浸かる和風タイプがあり、ライフスタイルや浴槽の深さの好み、バリアフリーを考慮した浴槽と洗い場の段差が少ない製品があり、呼称寸法は広さの目安にはなるものの設備ユニットの仕様や状態を判断することは難しい。

### 実寸法
一般的に浴室ユニットの呼称は広さの目安であり、現物は壁仕上げのユニットパネルの背面にはパネルを支える金属製の補強柱の他に給水・給湯用の設備配管の空間が必要となることが多い。このため実寸法は呼称で用いられている数値よりも大きい。
日本では畳を初めとして、尺貫法に基づいた尺モジュールの物品は布団や箪笥・机の家具等で数多く存在し、和服等を収納する箪笥に至っては尺モジュールでないと収納できないものさえある。日本の戸建住宅においても尺貫法による尺モジュールを用いた柱割りが根強く残っており、壁の配置も尺モジュールに基づいて柱間を二等分した 455mm や三等分による 303 で等分割する傾向がある。例えば柱の断面寸法が 100mm で柱間隔が 3尺=910mm とした場合の内々寸法は 910-100=810mm となり、メーターモジュールと呼ばれる柱間隔が 1m の場合では柱間の内々寸法は 1,000-100=900mm となる。一見すると規則性がないように見える数字の組み合わせはこのような寸法的な背景や建築計画の考え方によって決められていることが多い。

### ユニット寸法
代表的な浴室関連の設備ユニットの寸法は次表に示すとおり多岐にわたる。
| 呼称 | 代表的な建物用途                           | 浴室ユニット | 浴室ユニット 便所洗面付き | 備考                                   |
| ---- | ------------------------------------------ | ------------ | ------------------------- | -------------------------------------- |
| 0808 | アパート・ワンルームマンション             |              |                           | シャワールームユニット                 |
| 0811 | アパート・ワンルームマンション             |              |                           | トイレユニット                         |
| 0812 | アパート・ワンルームマンション             |              |                           | シャワールームユニット、トイレユニット |
| 0815 | アパート・ワンルームマンション             |              |                           | トイレユニット                         |
| 0816 | アパート・ワンルームマンション             |              |                           | シャワールームユニット                 |
| 0817 | アパート・ワンルームマンション             | ○            |                           |                                        |
| 1014 | アパート・ワンルームマンション             | ○            | ○                         |                                        |
| 1115 | アパート・ワンルームマンション             | ○            | ○                         |                                        |
| 1116 | アパート・ワンルームマンション             | ○            | ○                         |                                        |
| 1117 | アパート・ワンルームマンション             | ○            |                           |                                        |
| 1216 | アパート・ワンルームマンション・病院       | ○            | ○                         | 0.75坪用                               |
| 1217 | 戸建住宅                                   | ○            |                           |                                        |
| 1218 | ファミリー向けマンション・ホテル・病院     | ○            | ○                         |                                        |
| 1316 | ファミリー向けマンション・ホテル           | ○            |                           |                                        |
| 1317 | ファミリー向けマンション・ホテル・戸建住宅 | ○            |                           |                                        |
| 1416 | ファミリー向けマンション・ホテル           | ○            |                           |                                        |
| 1418 | ファミリー向けマンション・ホテル・病院     | ○            | ○                         |                                        |
| 1616 | ファミリー向けマンション・ホテル           | ○            |                           | 1坪用                                  |
| 1618 | ファミリー向けマンション・ホテル           | ○            |                           |                                        |
| 1620 | ファミリー向けマンション・ホテル・病院     | ○            | ○                         | 1.25坪用                               |
| 1624 | ファミリー向けマンション・ホテル           | ○            | ○                         |                                        |
| 1717 | 戸建住宅                                   | ○            |                           |                                        |
| 1721 | 戸建住宅                                   | ○            |                           |                                        |
| 1726 | 戸建住宅                                   | ○            |                           |                                        |
| 1818 | 戸建住宅                                   | ○            |                           | メーターモジュール用                   |

## 用途
1418 の設備ユニットは浴室専用ユニット以外にトイレ・洗面台等を備えたものがあり、床や壁仕上げや水廻り関連の備品等には各種グレードもあり選択肢が多いため、戸建住宅や共同住宅等の住居系建築物、社宅や寮などの寄宿舎、ホテル・旅館等の宿泊施設、業務用ビルやマンション等の管理人室、病院内の患者用水廻り施設、教育機関等の宿直施設、等の複数の建物用途で利用される。事務所ビルにおいては役員室に隣接して浴室設備ユニットを設けることもある。